# Новоуспенівське

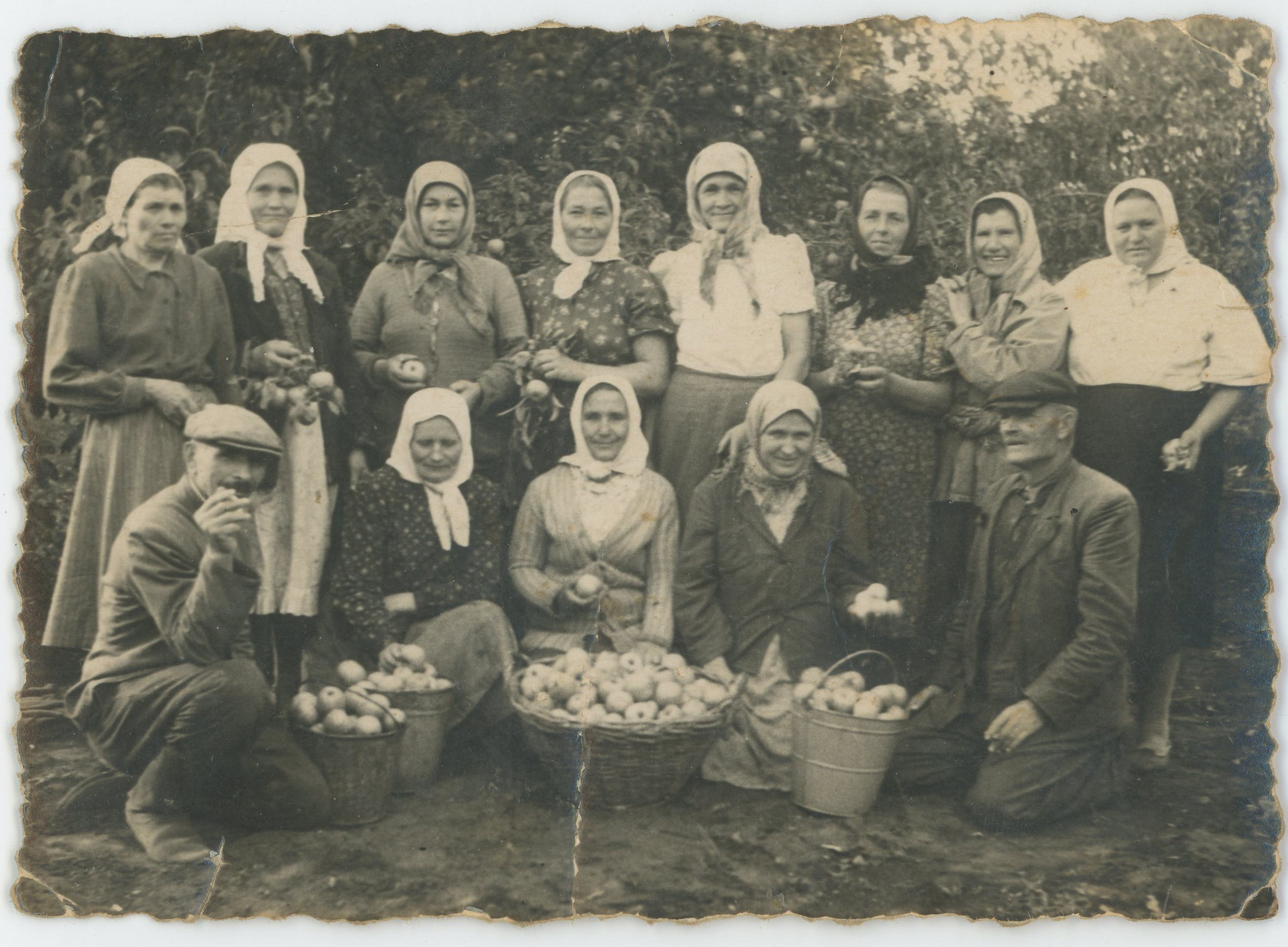
Мешканці с.Новоуспенівське 1950-ті рр.

Новоу́спенівське — село в Україні, у Гуляйпільській міській громаді Пологівського району Запорізької області. Населення становить 55 осіб. До 2017 орган місцевого самоврядування - Успенівська сільська рада.

## Географія
Село Новоуспенівське знаходиться на відстані 1 км від села Нове. Село простяглося по вісі північ-південь і мало одну вулицю та два ряди хат. В середній частині села проходять верхів’я невеликої балки, притоки річки Янчур.

## Історія
Село Новоуспенівське (народна назва Гармашеве) почало заселятися з 1920-21 рр. на землях приватновласницького хутору Гармашевого, що знаходився південніше села біля ставку у балці. Поселенцями села були здебільшого мешканці сусіднього села Успенівка – молоді родини, що мали змогу виходити на хутори та будувати житло на новому місці.
Після суцільної колективізації, землі села було приєднано до колгоспу, а заможні родини розкуркулено.
У 1942 році німецькими військами було розстріляно близько 10 осіб чоловічої статі села (старожили та підлітки). 
На 1950-60-ті рр. у селі нараховуалось 36 дворів.
Прізвища мешканців села: Макуха, Денисенко, Клименко, Вовк, Козлова, Третяк, Шелех, Василега, Гринь, Шелех, Буряк, Анохіни, Шаповал, Тищенко, Кузьменко, Фисун, Шелех, Синник, Браціло, Діденко, Охтень, Кучерява, Циб, Іщенко, Северин, Семенда, Баглик, Нижник. 
У 1980-90-х рр. пришвидшуються процеси відтоку населення. Більшість родин переселились до с.Нового та Успенівки.
На початок повномасштабного вторгнення росії у 2022 році у селі не залишилось жодного мешканця. 
12 червня 2020 року, відповідно до розпорядження Кабінету Міністрів України № 713-р «Про визначення адміністративних центрів та затвердження територій територіальних громад Запорізької області», увійшло до складу Гуляйпільської міської громади.
19 липня 2020 року, у результаті адміністративно-територіальної реформи та ліквідації Гуляйпільського району, село увійшло до складу Пологівського району.

## Населення
Згідно з переписом УРСР 1989 року чисельність наявного населення села становила 59 осіб, з яких 22 чоловіки та 37 жінок.
За переписом населення України 2001 року в селі мешкало 55 осіб.

### Мова
Розподіл населення за рідною мовою за даними перепису 2001 року:
| Мова       | Відсоток |
| ---------- | -------- |
| українська | 98,18 %  |
| російська  | 1,82 %   |